# Hamilton Fincups
Die Hamilton Fincups waren eine kanadische Eishockeymannschaft aus Hamilton, Ontario. Das Team spielte von 1974 bis 1978 in der Ontario Hockey Association (OHA).

## Geschichte
Die Hamilton Fincups wurden 1974 gegründet und waren nach den Hamilton Tigers, Hamilton Tiger Cubs und den Hamilton Red Wings eines der vier Teams aus Hamilton, die in der Ontario Hockey Association aktiv waren. Bereits in ihrer ersten Saison gelang es der Mannschaft eine positive Spielbilanz zu erreichen und in 70 Spielen 37 Siege, 24 Niederlagen und 9 Unentschieden zu erringen. Der spätere NHL-Spieler Dale McCourt, der beim NHL Amateur Draft 1977 als Gesamterster von den Detroit Red Wings ausgewählt wurde, erzielte dabei in 69 Partien insgesamt 126 Scorerpunkte. Er lag jedoch weit hinter Bruce Boudreau zurück, der 165 Punkte für die Toronto Marlboros erzielte.
In der folgenden Spielzeit gelang es dem Team die Punkteausbeute zu steigern und insgesamt 94 Zähler zu sammeln und somit hinter den Sudbury Wolves die zweitbeste Mannschaft der regulären Saison zu stellen. Das Team setzte sich in den Play-offs durch und gewann 1976 sowohl die Emms Trophy als auch den J. Ross Robertson Cup. Zudem wurde im selben Jahr auch der Gewinn des Memorial Cup mit einem Sieg gegen die New Westminster Bruins sichergestellt. Nach der Saison 1975/76 wurde die Heimspielstätte der Fincups, die Barton Street Arena, abgerissen und das Franchise daraufhin für eine Spielzeit nach St. Catharines umgesiedelt, wo es unter dem Namen St. Catharines Fincups am Spielbetrieb teilnahm. Die Mannschaft stellte mit 50 Siegen, 11 Niederlagen und 5 Unentschieden die punktbeste Spielzeit des Franchises auf und gewann erneut die Emms Trophy. In den Play-offs scheiterten die Fincups in den Halbfinals gegen die London Knights. In der Saison 1977/78 erreichte das Team erneut die Halbfinals und verloren diesmal gegen die Peterborough Petes.
1978 wurde das Franchise nach Brantford, Ontario, umgesiedelt, wo es anschließend unter dem Namen Brantford Alexanders in der OHL aktiv war.

## Ehemalige Spieler
Folgende Spieler, die für das Franchise aktiv waren, spielten im Laufe ihrer Karriere in der National Hockey League: 
- Joe Contini
- Tim Coulis
- Mike Forbes
- Jody Gage
- Gaston Gingras
- Steve Hazlett
- Willie Huber
- Al Jensen
- Jay Johnston
- Mike Keating
- Joe Kowal
- Randy Ladouceur
- Paul Marshall
- Dale McCourt
- Mark Plantery
- Greg Redquest
- Glen Richardson
- Al Secord
- Ric Seiling
- Doug Shedden
- Greg Terrion
- Rick Wamsley

## Team-Rekorde

### Karriererekorde
Spiele: 201  Dale McCourt
Tore: 167  Dale McCourt
Assists: 237  Dale McCourt
Punkte: 404   Dale McCourt
Strafminuten: 645  Al Secord